# Palácio Farnésio (Roma)
O Palácio Farnésio (em italiano: Palazzo Farnese [paˈlattso farˈneːze]), em Roma, é um proeminente palácio do Alto Renascimento situado no rione Regola de Roma, a capital italiana. Actualmente, acolhe a Embaixada da França na Itália.

## História
"O mais imponente palácio italiano do século XVI", de acordo com sir Banister Fletcher (1), este edifício foi desenhado por Antonio da Sangallo o Jovem (1484-1546), um dos assistentes de Donato Bramante no desenho da Basílica de São Pedro. A construção começou em 1515, depois de um ou dois anos de preparação, encomendada por Alexandre Farnésio, o qual havia sido nomeado cardeal, em 1493, com a idade de 25 anos (graças à sua irmã, que era amante oficial do papa Alexandre VI Bórgia) e tinha um estilo de vida principesco. A obra foi interrompida pelo Saque de Roma, em 1527. Foi considerado uma das "quatro maravilhas de Roma": "Il cembalo di Borghese / il dado di Farnese / la scala di Caetani / il portone di Carboniani".

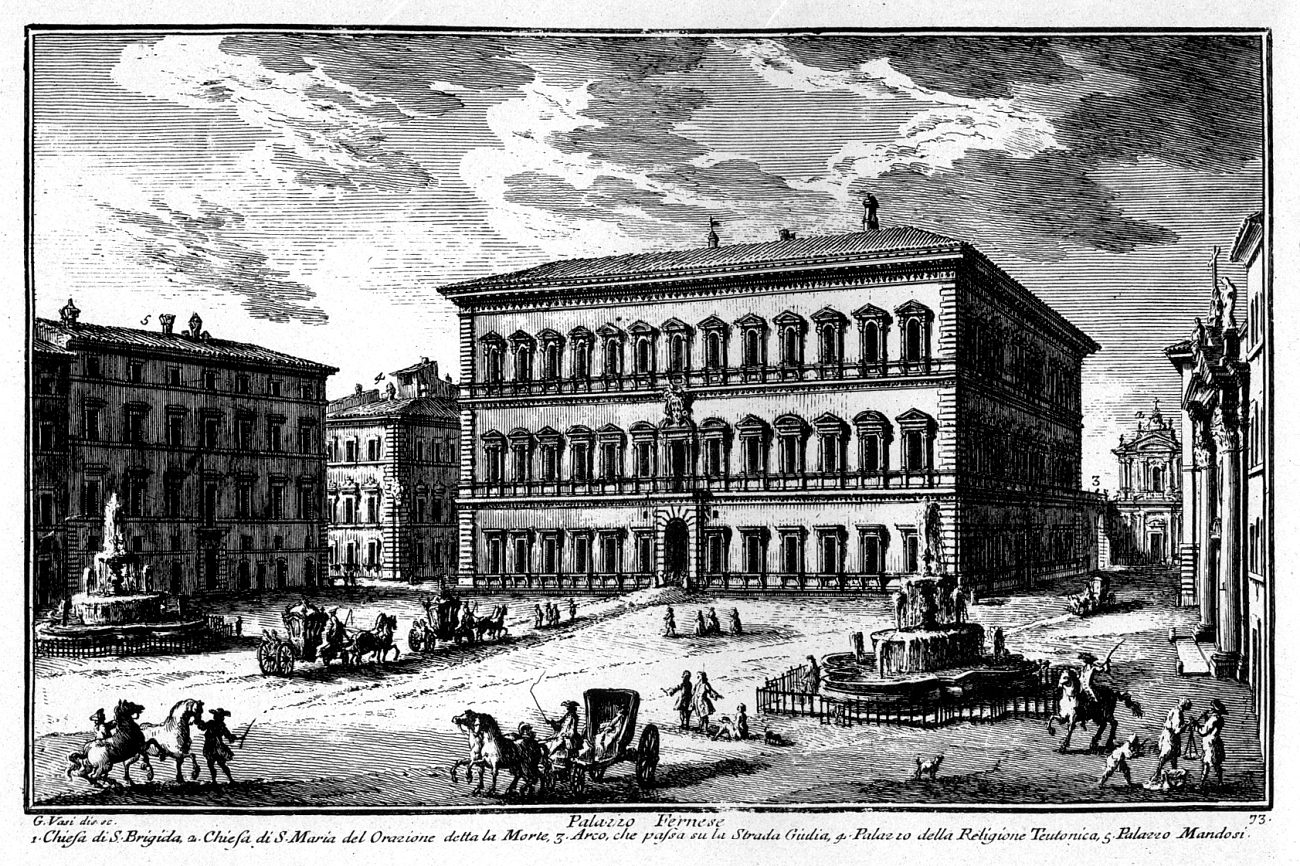
Palácio Farnésio
Gravura do século XVIII, por Giuseppe Vasi

Quando, em janeiro de 1534, o cardeal Alessandro foi eleito Papa (Paulo III), encarregou Michelangelo de completar o terceiro andar, com a sua profunda cornija, e de rever o pátio, como uma emblemática "casa de poder" apropriada para a família Farnésio. A fachada maciça domina uma pequena praça; os elementos mais memoráveis da sua fachada são os frontões que cobrem as janelas do piano nobile (andar nobre), o portal central rusticado e a proeminente cornija de Michelangelo. A janela central foi revista por Michelangelo quando o cardeal se tornou Papa, tendo o arquitecto adicionado uma arquitrave para suportar o maior brasão com a tiara papal que Roma alguma vez vira. Quando Paulo III subia à varanda, toda a fachada se tornava num cenário para a sua pessoa. O pátio, inicialmente com arcadas abertas, é cercado por um exercício académico em ordens ascendentes (dórica, jónica e coríntia). O andar nobre foi embelezado por Michelangelo.

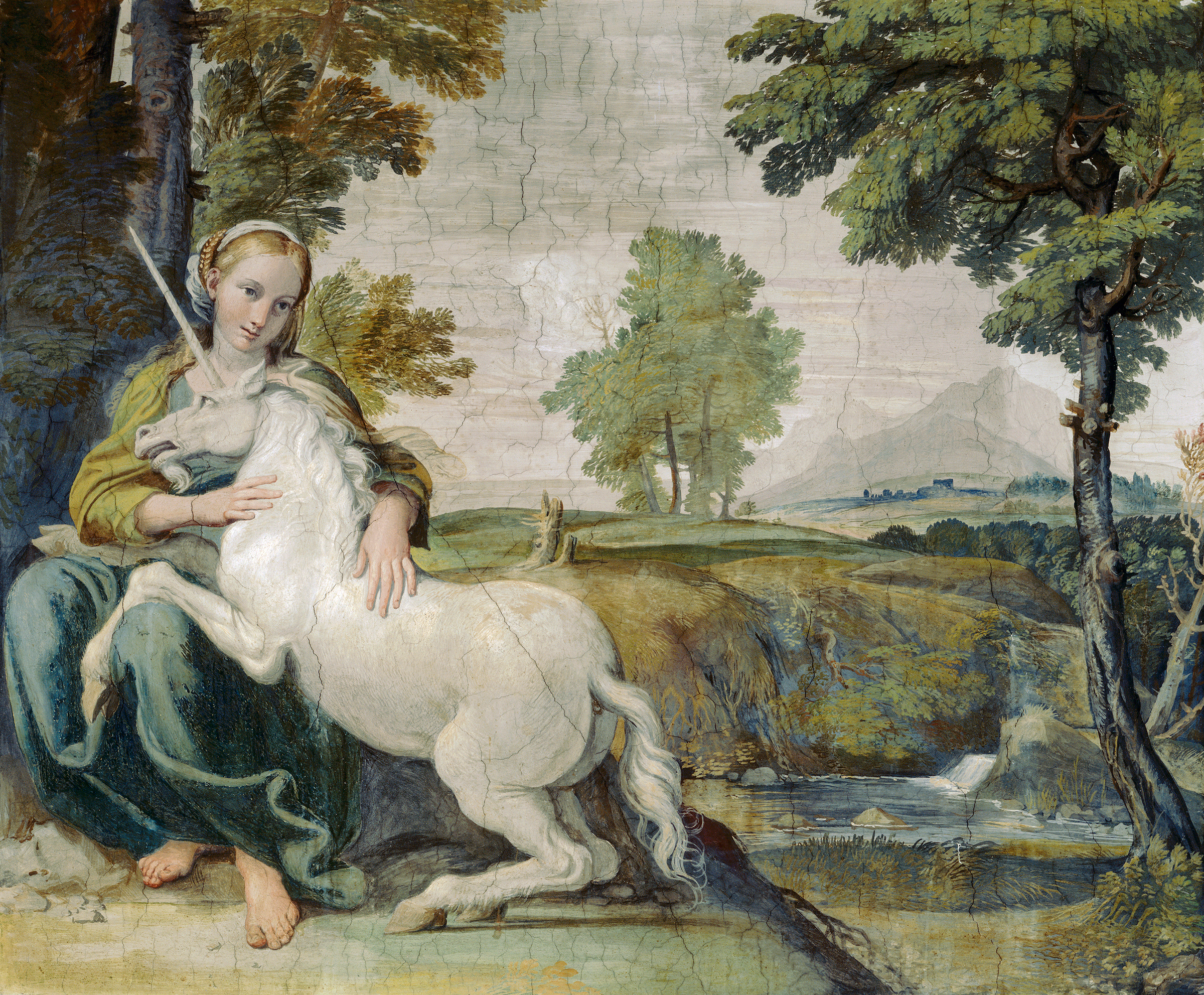
A Virgem e o Unicórnio provavelmente de Domenichino (cerca de 1602), obra presente no palácio.

O palácio foi redesenhado en 1534 e em 1541, modificado por Michelangelo, depois da morte de Sangallo, a partir de 1546, ajustado para o sobrinho papal Ranuccio Farnésio por Giacomo Vignola e completado por Giacomo della Porta, com as fachadas porticadas em direcção ao Tibre, para o segundo cardeal Alessandro Farnésio, sendo concluído em 1589. Várias salas principais receberam afrescos com elaborados programas alegóricos, incluindo uma série de afrescos de Hércules e outra com "Os Amores" dos Deuses", por Annibale Carracci e outros artistas, executada entre 1597 e 1608. Durante gerações, a sala com os afrescos de Hércules (Sala d'Ercole) acolheu a famosa escultura da Antiguidade Greco-Romana conhecida como o Hércules Farnésio. No palácio também estiveram instalados outros trabalhos da colecção de escultura clássica da família.

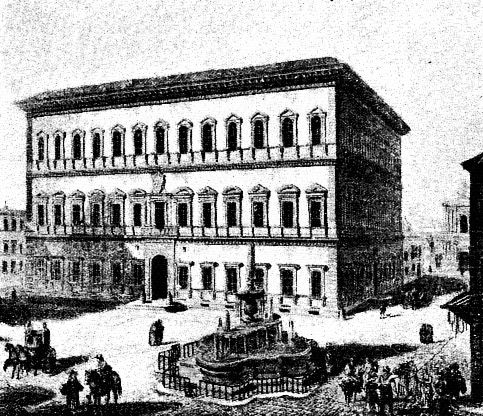
Palácio Farnésio
gravura do século XVIII.

No lado do jardim, o qual enfrenta o Tibre, Michelangelo propôs dar à vasta massa do palácio algumas salas arejadas com uma ponte que, atravessando a Via Giulia, ligasse o centro da fachada do jardim com a villa dos papas, a Villa Farnesina, no lado do Trastevere. Para a Praça Farnésio, a face "urbana" do palácio, chegaram, no século XVI, dois tanques vindos das Termas de Caracala.
Depois da morte do cardeal Odoardo Farnese, em 1626, o palácio manteve-se virtualmente inabitado durante vinte anos. No final das Guerras de Castro com o papado, o duque Odoardo Farnese ficou habilitado a recuperar as propriedades da sua família, as quais haviam sido confiscadas. O inventário resultante é o mais antigo inventário completo sobrevivente do Palácio Farnésio Depois da morte de Eduardo, o papa Alexandre VII permitiu que a rainha Cristina da Suécia se alojasse no palácio durante vários meses, mas ela "revelou-se uma inquilina do inferno". Depois da sua partida para Paris, as autoridades papais descobriram que os seus indisciplinados criados haviam, não só, roubado as pratas, tapeçarias e pinturas, como também tinham "destruído portas para usá-las como lenha" e removido secções da cobertura de cobre.
O Palácio Farnésio passou por herança dos Farnésio para os Bourbon, Reis de Nápoles, de quem o governo francês o comprou em 1874. Embora o governo de Benito Mussolini tenha resgatado o edifício em 1936, a embaixada francesa permanece no palácio através de um arrendamento por 99 anos.

## Uso actual

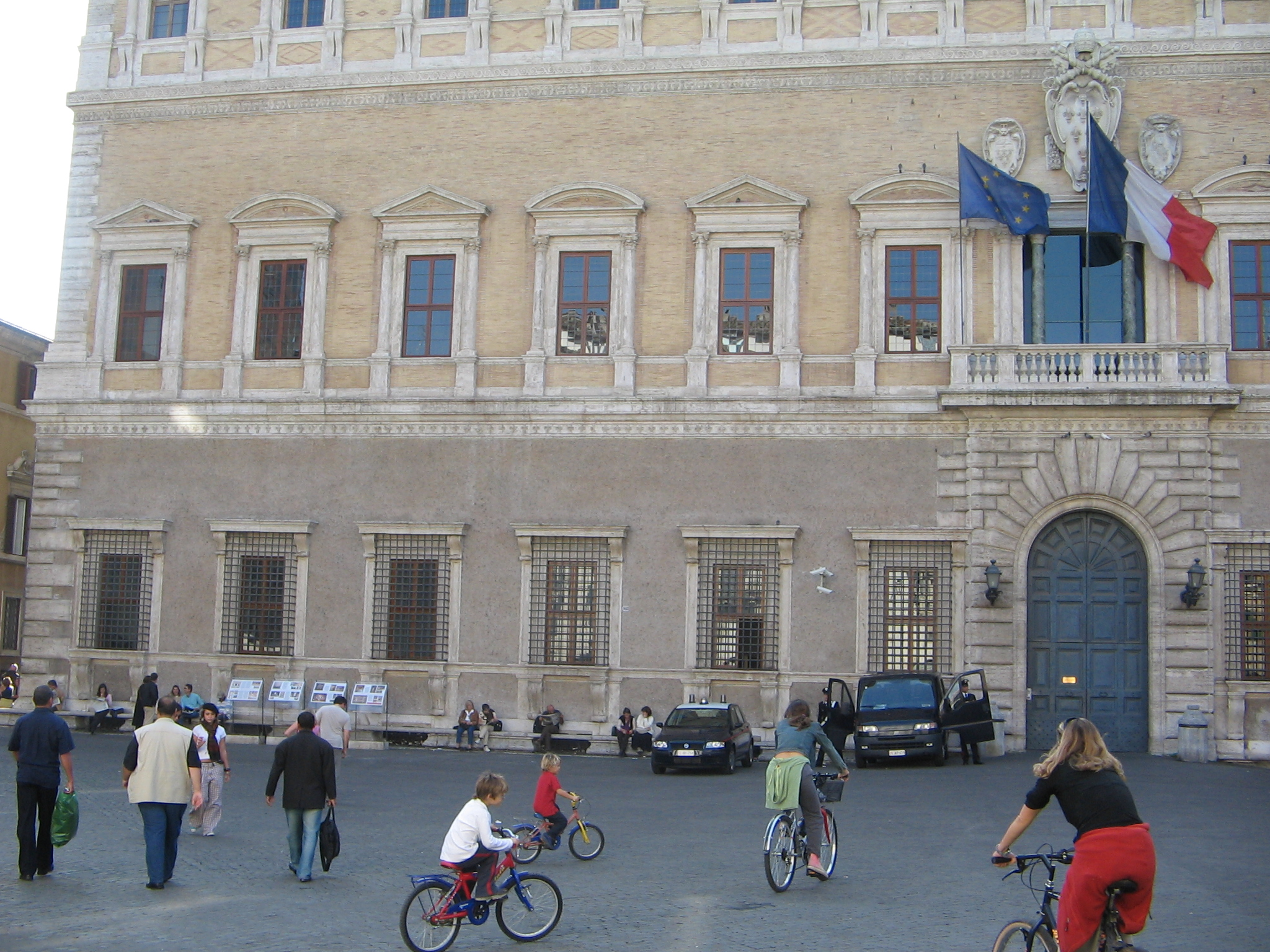
A bandeira da França hasteada no balcão da fachada principal

O Palácio Farnésio abrigou os embaixadores  de Luís XIV junto à Santa-Sé no século XVII; a partir de 1874, tornou-se a sede da embaixada da França junto ao Reino de Itália e, em seguida, à República Italiana. Além da Embaixada da França, o palácio também abriga, desde 1876, a École Française de Rome ("Escola Francesa de Roma") e sua grande biblioteca erudita, concentrada especialmente na arqueologia da Itália e na história papal da Idade Média. A École Française de Rome embarcou num projecto maciço de publicação de grande parte da documentação de construção do palácio, os seus afrescos,  mobiliário, biblioteca e obras de arte, totalmente anotada e indexada. Os primeiros três volumes são:
- F.C. Uginet, Le palais farnèse à travers les documents financiers[nota 3] (Roma, 1980).
- A. Chastel, Le Palais Farnèse. Ecole Française de Rome I.1 e I.2, e II [nota 4] (Roma, 1980-1982).
- F. Fossier. Le Palais Farnèse III.2. La bibliothèque Farnèse. Étude des manuscrits latins et en langue vernaculaire[nota 5](Roma, 1982).
- B. Jestaz, Le Palais Farnèse III.3. L'inventaire du palais et des propriétés Farnèse à Rome en 1644[nota 6] (Roma, 1994)

## Influências
- Na ópera Tosca de Puccini (1900), situada na Roma napoleónica, a confrontação da heroína com o malévolo chefe de polícia, Scarpia, tem lugar no Palácio Farnésio.

- O desenho do Palácio Farnésio tem sido imitado em vários edifícios fora de Itália, incluindo o Château Grimaldi em Puyricard, próximo de Aix-en-Provence, o "National Building Museum", em Washington, D.C., e o "Chief Secretary’s Building", em Sydney.

## Visitas
As visitas ao Palácio Farnésio são permitidas às segundas e quintas-feiras, às 15, 16 e 17 horas. São visitas guiadas, em francês ou em italiano.[carece de fontes?]